# Pentanchus profundicolus
Pentanchus profundicolus är en hajart som beskrevs av Smith och Lewis Radcliffe 1912. Pentanchus profundicolus ingår i släktet Pentanchus och familjen rödhajar. IUCN kategoriserar arten globalt som otillräckligt studerad. Inga underarter finns listade i Catalogue of Life.